# 12BET
12BET (còn gọi là 壹贰博) là một thương hiệu trò chơi trực tuyến chuyên cung cấp các sản phẩm và dịch vụ cá cược thể thao và sòng bạc bằng nhiều ngôn ngữ tại châu Âu và châu Á. 12BET hiện đang xếp hạng 17 trên toàn thế giới theo bình chọn của eGaming Review Magazine trong top 50 hàng năm.

## Lịch sử
12BET là thương hiệu được điều hành bởi công ty Pacific Sea Invests từ năm 2007. Giấy phép hoạt động được cấp bởi Cagayan Economic Zone Authority của chính phủ Philippines, thông qua tập đoàn First Cagayan Leisure & Resorts; chủ sở hữu giấy phép UK từ xa của công ty Pacific Sea Marketing International Ltd., một công ty thuộc British Virgin Islands, do Gambling Commission (Anh) điều hành.

## Hoạt động tài trợ
12BET bắt đầu hoạt động vào năm 2007 và kể từ đó, họ có lịch sử tài trợ cho các sự kiện thể thao và nhiều câu lạc bộ bóng đá khác nhau như sau:

### 2024
- All England Open Badminton Championships - hợp đồng 3 năm - Official Partner

### 2023
- Leeds United F.C - hợp đồng 1 năm - Official Partner
- Leicester City F.C - hợp đồng 1 năm - Official Partner

### 2022
- Wolverhampton Wanderers F.C - hợp đồng 1 năm - Official Sleeve partner

### 2020
- West Bromwich Albion FC - hợp đồng 2 năm - Official betting Partner

### 2019
- Triton Poker Montenegro - hợp đồng 1 năm - Official Betting Partner
- All England Badminton Championships - hợp đồng 1 năm - Official Betting Partner

### 2018
- Table tennis team World Cup – hợp đồng 1 năm – Official Partner

### 2017
- Taekwondo GP – hợp đồng 2 năm – Official Partner[1]
- Badminton World Championships – hợp đồng 1 năm – Official Partner[2]
- West Bromwich Albion F.C. – hợp đồng 2 năm – Official Sleeve and Training Wear Partner[3]
- World Cup of Pool – hợp đồng 1 năm – Title Sponsor[4]

### 2016
- Leicester City F.C. – hợp đồng 1 năm – Official Betting Partner[5]
- Arsenal F.C. – hợp đồng 3 năm – Official Betting Partner[6]

### 2015
- Swansea City F.C. – hợp đồng 1 năm – Official Betting Partner[7]

### 2014
- Badminton All England Championships – hợp đồng 1 năm – official partner
- Hull City F.C. – hợp đồng 1 năm – Front of shirt sponsor[8]
- Coventry – 1 game deal (FA Cup V Arsenal) – Front of shirt sponsor[9]

### 2013
- Crystal Palace F.C. – hợp đồng 1 năm – Stadium Sponsor[10]

### 2011
- Wigan Athletic F.C. – hợp đồng 3 năm – Front of shirt sponsor[11]

### 2010
- Snooker UK Championships – Title sponsor[12]
- World Open Snooker – Title sponsor[13]
- West Bromwich Albion F.C. – hợp đồng 1 mùa giải – Club Partner
- Birmingham City F.C. – hợp đồng 1 mùa giải – Club Partner
- Newcastle F.C. – hợp đồng 2 năm – Official Betting Partner[14]

### 2009
- Sevilla FC – hợp đồng 2 năm – Front of shirt sponsor[15]

## Giải thưởng
Ở Power Ranking của tạp chí eGaming Review Magazine, 12BET xếp hạng 17 trong Best Online Gaming Operator nhờ tỷ lệ cược và mức độ đưa tin về các sự kiện thể thao thế giới.